# 荒芳樹
荒 芳樹（あら よしき、1977年2月11日 - ）は、日本の作曲家、編曲家。福島県出身。愛称はARA。

## 略歴
4歳からピアノを始める。
1997年、1998年、2000年に、YAMAHA主催のDTMコンテスト「XG SOUND WORLD」でそれぞれアレンジ賞、オリジナル賞、オーディエンス賞を受賞 。2016年、サウンドクリエイター・オブ・ザ・イヤー、ファイナリスト。
フリーゲームネフェシエル、イストワールの音楽を担当。また、コンシューマーゲームでも、ドラゴンファングZ（Switch）、桜花裁き(PS Vita)、Canvas 4(PSP)にて作曲を手掛ける。

## ディスコグラフィー

### シングル
- Kimochi Link（2018年）
- はてしないそら（2019年）

### アルバム
- ネフェシエル　オリジナルサウンドトラック （2002年）
- Angel Knight Sword Zero （2008年）
- 六道輪廻　修羅 （2018年）
- Asgard Aube （2018年）
- 拝啓　親愛なるDr.ワイリー様 （2018年）
- そらをみながら （2018年）
- Elysion -Sanctuary- （2018年）
- 魔麗嬢カーミラ　血の指輪　第一章 （2018年）
- 魔麗嬢カーミラ　血の指輪　第二章 （2018年）
- Level Up Walk （2018年）
- Volcano -Asgard Aube Season3 （2019年）
- Orichalcum Sword （2019年）
- Forestia -Asgard Aude Season4 （2019年）
- 魔麗嬢カーミラ　血の指輪　第三章 （2019年）
- 六道輪廻　餓鬼　-政宗奇譚 （2019年）
- ボウケンノアトノハナシ （2020年）
- 風の谷の粘菌術士 （2020年）
- Alchemist Garden -神々の森の錬金術師- （2020年）
- METAL GAIA （2020年）
- 心霊動画クラブ　-Ghostly Records Club- （2020年）
- Alchemist Garden 2 -Birth of Chimaira-（2021年）
- SARADIUS -Imanok of Silence-（2021年）
- GRAMANDA -Prototype Brain-（2021年）

## 楽曲提供
- 仙台チェンバーアンサンブル（SCE）CD『幸せの星の木（『抱きしめたまま』、『これからのこと』）（2011年）[6]。
- マキノ出版『癒しの響きCDブック』（2013年7月）[7]。